# Callisaurus draconoides
Callisaurus draconoides là một loài thằn lằn trong họ Phrynosomatidae. Loài này được Blainville mô tả khoa học đầu tiên năm 1835.

## Hình ảnh

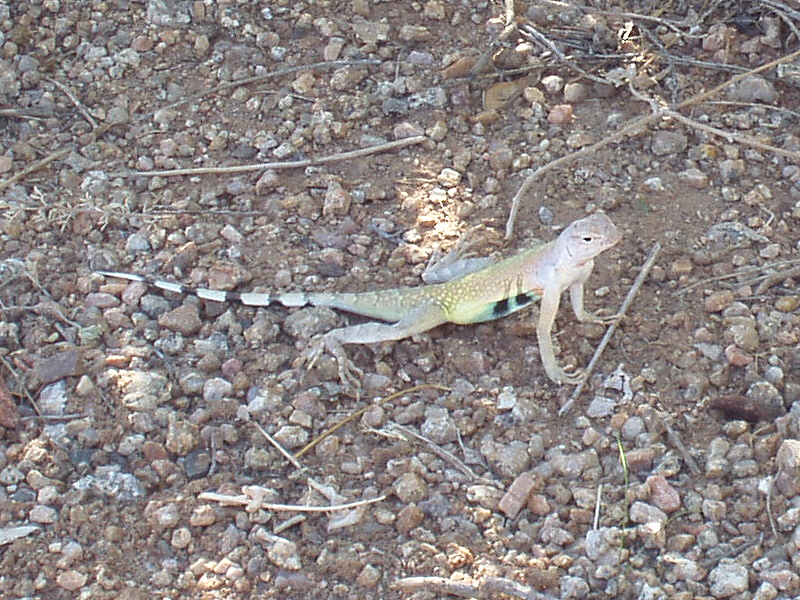
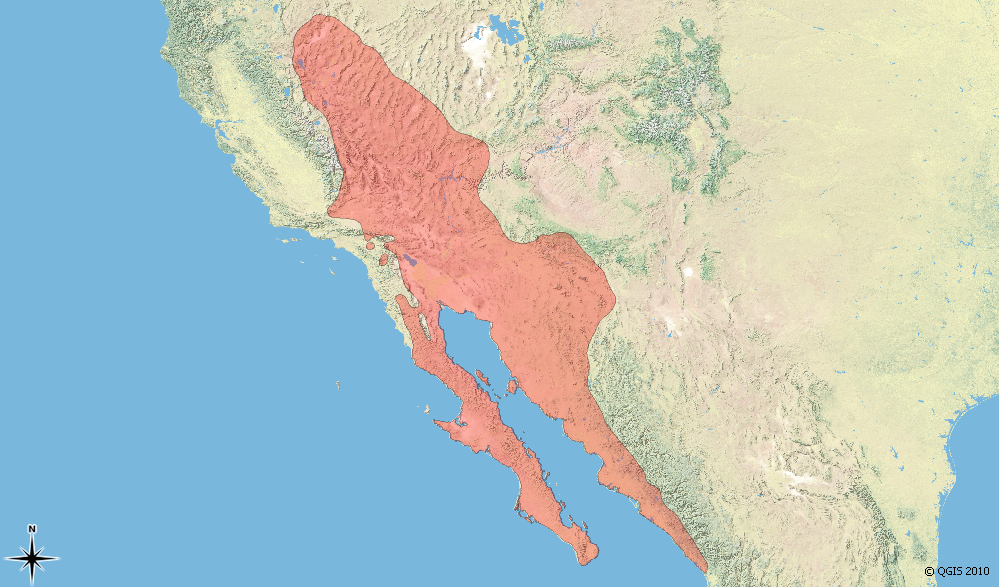
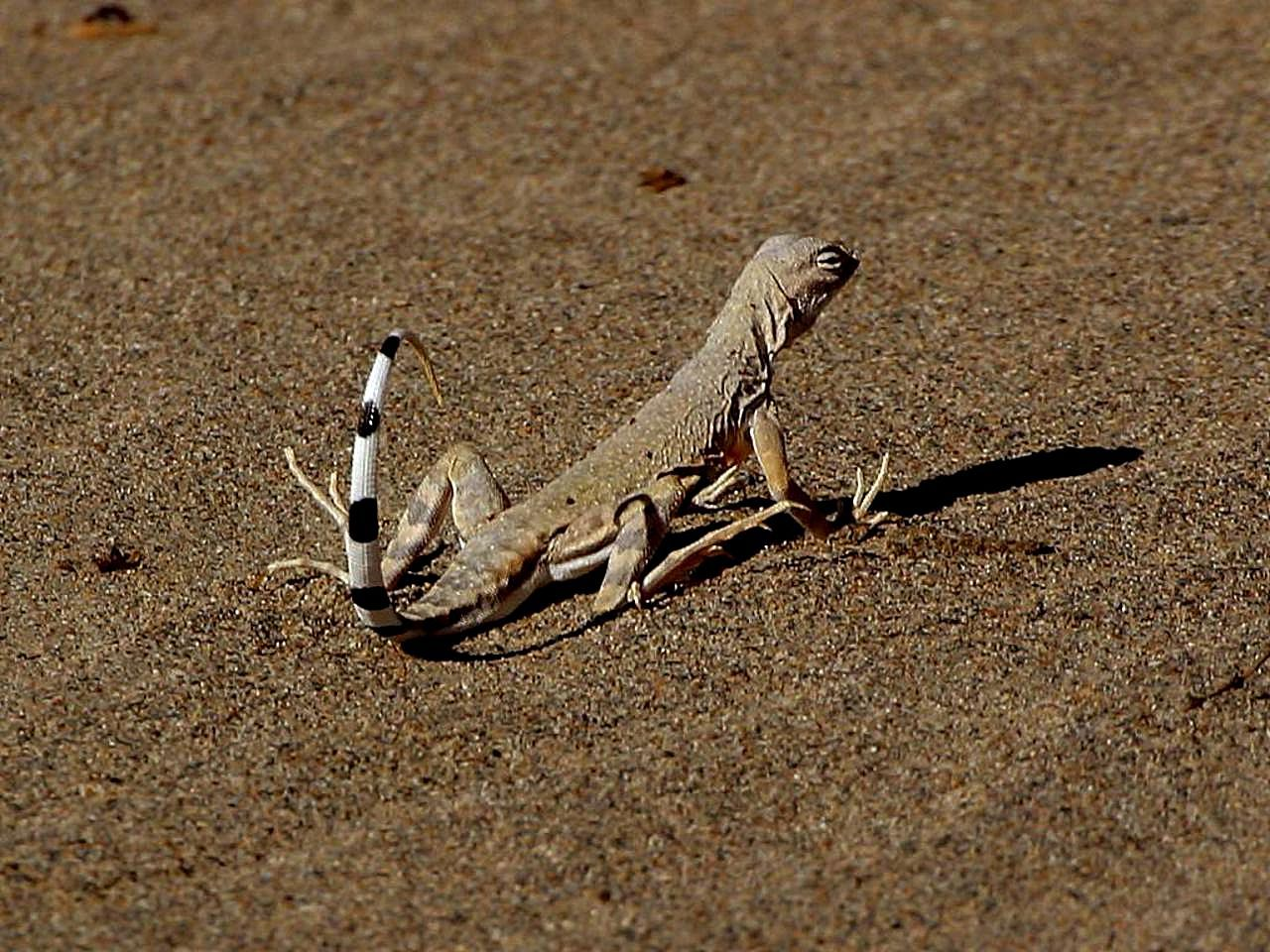
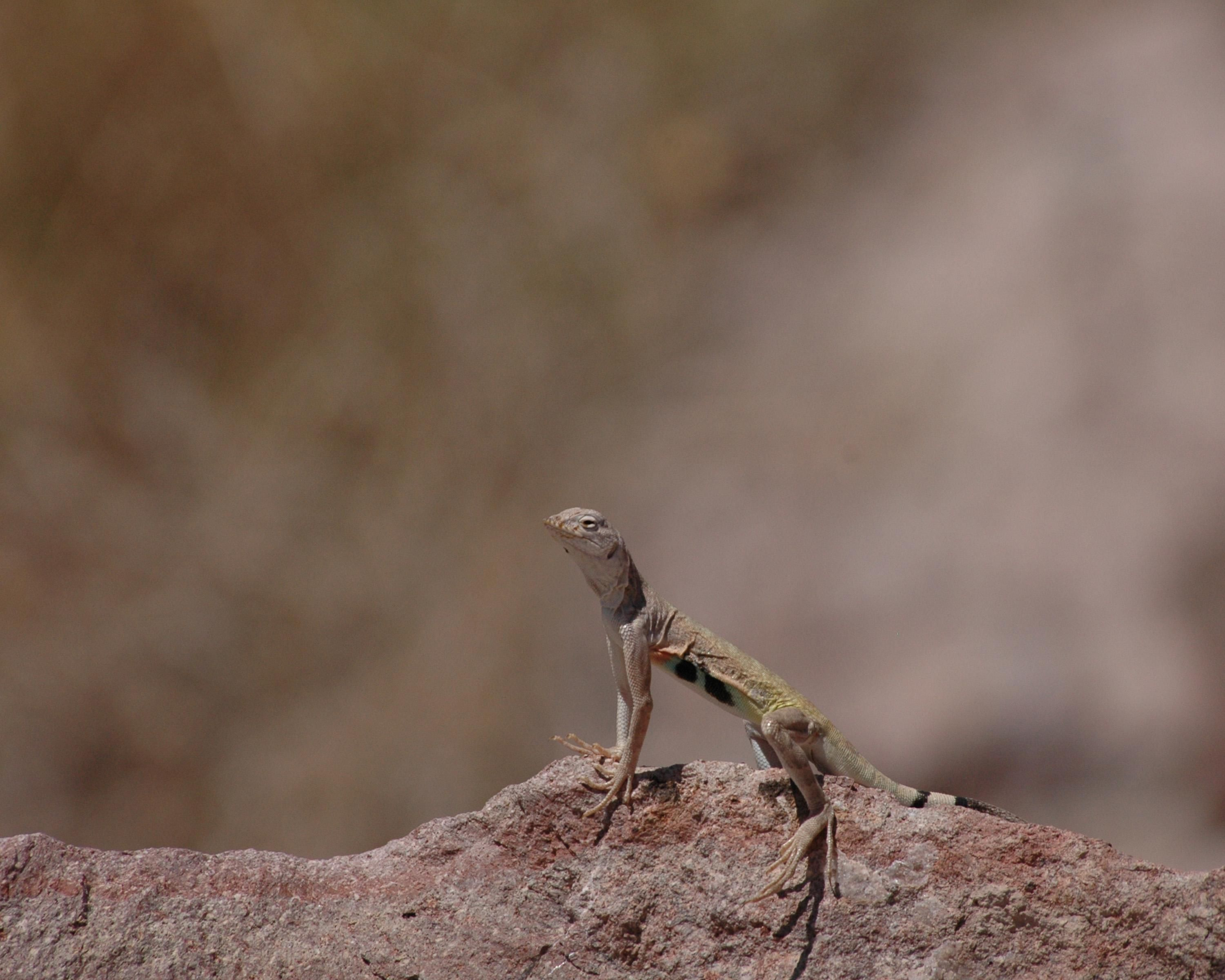